# SuperTed
SuperTed var en britisk tegnefilm fra Wales, der startede i 1982 og sluttede i 1988.
SuperTed handler om en defekt bamse, der reddes fra legetøjsfabrikken af en marsboer, og som kæmper mod de slemme mennesker med sine magiske kræfter.